# Apatita
El apatito (o de uso más reciente, apatita) es un grupo de minerales. Su composición química aproximada es Ca5(PO4)3(F,Cl,OH) y dependiendo del anión que predomine en la segunda parte de la fórmula se consideran tres especies, fluorapatita, clorapatita e hidroxiapatita. El color es variable aunque predominan los ejemplares incoloros, blancos, amarillos y más raramente de color pardusco o verdoso. Se encuentran frecuentemente en forma de cristales hexagonales. Forma parte de la escala de Mohs, en la que tiene asignado el índice de dureza 5.

## Formación y yacimientos
La apatita se encuentra en filones hidrotermales, en pegmatitas y en calizas metamórficas además de sedimentarias, donde se produce a partir de depósitos orgánicos. Uno de los mayores yacimientos se encuentra en el Sahara Occidental, como también en la mina Julcani en Huancavelica, Perú. La presencia de apatito en Logrosán, Extremadura, España es conocida desde la antigüedad. Cuenta la tradición que en el Cercón de las Brujas se celebraban aquelarres en los que se arrojaban al fuego unos polvos blancos que emitían destellos fluorescentes. Sea leyenda o realidad, lo cierto es que, la fama de este mineral traspasó las fronteras ya que las muestras con las que Proust definió por primera vez el fluorapatito, en 1781, procedían de este paraje. Con el desarrollo de la industria de fertilizantes en Europa durante el siglo XIX, se creó una gran demanda de minerales fosfatados. En consecuencia, este yacimiento fue objeto de numerosos estudios e intentos de aprovechamiento.

## Composición química
Químicamente es un fosfato de calcio conteniendo cloro o flúor (hasta en un 96 %) en forma de sales. De aquí que, según sea uno u otro de estos elementos los que en ella se encuentran, se denomine clorapatita o fluorapatita; también puede contener cierta cantidad de ácido silícico y en ocasiones hierro y manganeso. 
Las rocas fosfóricas están constituidas principalmente por apatitas, que varían ampliamente en sus propiedades físicas, químicas y cristalográficas, dependiendo de las sustituciones isomórficas de carbonatos por fosfatos que presentan (Lehr y McClelland, 1973). Se ha demostrado que el grado de sustituciones isomórficas en las apatitas es el factor determinante en la reactividad química de las rocas fosfóricas. Termodinámicamente hablando, la substitución de carbonatos por fosfatos en la estructura de las apatitas, debería incrementar su reactividad (Chien y Black, 1976), y esta reactividad es lo que convencionalmente se mide a través de la determinación de la solubilidad de las rocas fosfóricas en diferentes soluciones extractantes (Pérez, 1995). Lehr y McClellan (1973), señalan que entre los factores químicos que afectan la calidad de las rocas fosfóricas, ya sea para uso directo o para producción de fosfatos concentrados, figura la relación Ca0:P205, a medida que aumente esta relación, menor es la reactividad y por lo tanto menor es la solubilidad de éstas (Pérez, 1995).
El esmalte de nuestros dientes y una parte de los huesos es formada por apatita.

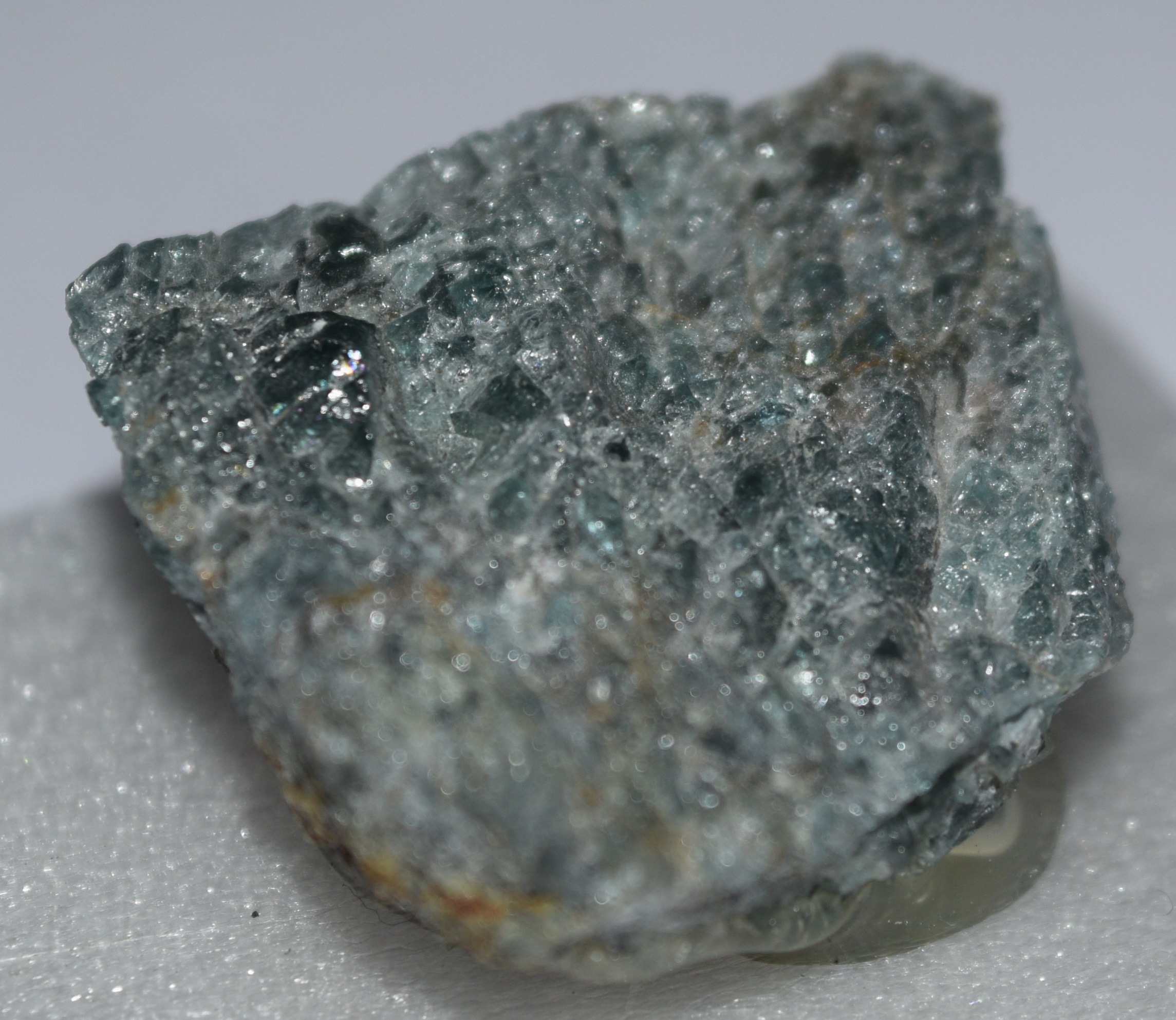
Variedad azul de apatito

## Principales especies dentro del grupo de la apatita
- Fluorapatita (Ca5(PO4)3F); es el principal mineral del esmalte de los dientes. Resiste mejor los ataques de los ácidos que la apatita normal. Por esto se añaden fluoruros a las pastas de dientes que pueden intercambiar los grupos hidroxilo por flúor.
- Hidroxiapatita (Ca5(PO4)3OH); el principal mineral de los huesos. Se puede fabricar artificialmente según el proceso de Tiselius a partir de cloruro de calcio (CaCl2 y fosfato de disódio (Na2HPO4) y se utiliza en la separación cromatográfica de las proteínas.

## Importancia económica
La apatita es la principal fuente de fósforo y fosfato y por lo tanto es imprescindible en la fabricación de los abonos minerales.

## Etimología
El nombre de apatita (Werner, 1786) deriva del griego apate (equivocarse) ya que puede ser confundido fácilmente con otros minerales como el berilo o la turmalina. Sinónimos utilizados para este mineral en español son: apatita, agustita, asparagolita o esparraguina, augustita, kietyogita, kietyöita, moroxita (de color azul) y sombrerita.